# Eucalyptus fasciculosa
Eucalyptus fasciculosa ist eine Pflanzenart innerhalb der Familie der Myrtengewächse (Myrtaceae). Sie kommt im Südosten von South Australia und im äußersten Südwesten von Victoria vor und wird dort „White Gum“, „Pink Gum“, „Scrub Gum“ oder „Hill Gum“ genannt.

## Beschreibung

### Erscheinungsbild und Blatt
Eucalyptus fasciculosa wächst als immergrüner Baum bis zu 15 Meter hoch. Die Borke ist am gesamten Baum glatt, verbleibt am unteren Teil des Stammes oder auch am gesamten Stamm. Sie ist grau, grau-braun oder braun, besitzt weißliche Flecken  und ist fasrig-stückig. Sowohl im Mark der jungen Zweige als auch in der Borke gibt es Öldrüsen. Der Stammdurchmesser erreicht über 60 Zentimeter.
Bei Eucalyptus fasciculosa liegt Heterophyllie vor. Die Laubblätter sind stets in Blattstiel und Blattspreite gegliedert. An mittelalten Exemplaren ist die Blattspreite lanzettlich bis eiförmig, gerade, ganzrandig und matt grau-grün. Die auf Ober- und Unterseiten gleichfarbig matt grau-grünen Blattspreite an erwachsenen Exemplaren sind lanzettlich, sichelförmig gebogen, relativ dick und können sich zur Spreitenbasis hin verjüngen oder stumpf zulaufen; ihr oberes Ende kann spitz, stumpf oder gerundet ausgebildet sein. Die erhabenen oder kaum sichtbaren Seitennerven gehen in einem spitzen oder stumpfen Winkel vom Mittelnerv ab. Die Keimblätter (Kotyledone) sind verkehrt-nierenförmig.

### Blütenstand und Blüte
Seiten- oder endständig an einem im Querschnitt stielrunden Blütenstandsschaft stehen in zusammengesetzten Gesamtblütenständen etwa siebenblütige Teilblütenstände. Die Blütenknospen sind ei-, keulen- oder spindelförmig und nicht blaugrün bemehlt oder bereift. Die Kelchblätter bilden eine Calyptra, die früh abfällt. Die glatte Calyptra ist konisch, ebenso lang wie der glatte Blütenbecher (Hypanthium) und schmaler als dieser. Die Blüten sind weiß oder cremeweiß.

### Frucht
Die Frucht ist eiförmig. Der Diskus ist eingedrückt, die Fruchtfächer sind eingeschlossen.

## Vorkommen
Das natürliche Verbreitungsgebiet von Eucalyptus fasciculosa ist der Südosten von South Australia, um Adelaide und südlich davon, sowie der äußerste Südwesten von Victoria.

## Taxonomie
Die Erstbeschreibung von Eucalyptus fasciculosa erfolgte 1855 durch Ferdinand von Mueller unter dem Titel Description of fifty new Australian plants, chiefly from the colony of Victoria in Transactions and Proceedings of the Victorian Institute for the Advancement of Science, Volume 1, S. 34. Das Typusmaterial weist die Beschriftung „on barrn ridges along St. Vincent’s Gulf, on Gawler River, in the Mount Lofty Ranges and Bungle Ranges, and on Encounter Bay“ auf. Ein Synonym für Eucalyptus fasciculosa F.Muell. ist Eucalyptus paniculata var. fasciculosa (F.Muell.) Benth.